# ماده‌بلوط‌ها
ماده‌بلوط‌ها (نام علمی: Allocasuarina) نام یک سرده از خانواده دم‌اسب‌درختیان است.